# Brúnahlíð
Brúnahlíð é uma localidade na Islândia, com uma população de cerca de 74 habitantes em 2018.